# Combiné nordique aux Jeux olympiques de 2026
Navigation
Pékin 2022 Alpes françaises 2030
Les épreuves de combiné nordique aux Jeux olympiques d'hiver de 2026 ont lieu du 11 au 19 février 2026 en Italie dans le Val di Fiemme sur les Tremplins Giuseppe-Dal-Ben à Predazzo et dans le Stade de fond de Lago à Tesero.
Pour cet olympiade, le quotas d'athlètes est passé de 55 à 36 et le nombre de concurrents alignés pour l'épreuve par équipe est ramené de quatre à deux.

## Qualifications
La liste d'attribution des quotas olympiques est calculée à l'aide du classement individuel cumulé de la Coupe du monde de la FIS sur deux saisons, à savoir du 1er juillet 2024 au 18 janvier 2026. Dès qu'un CNO atteint le quota maximum de deux hommes, ses autres représentants ne sont plus pris en compte.
36 quotas masculin sont attribués via ce classement. S'il reste des quotas libre après ce classement, le pays hôte est assuré d'avoir au moins un représentant puis un troisième quota supplémentaire par pays est alors attribué en reprenant la liste.

## Calendrier
| Heure | Horaire local de l'épreuve (UTC +1) Heure de Paris (UTC +1) |

| Épreuves | Épreuves                        | Jour de compétition (Février 2026) | Jour de compétition (Février 2026) | Jour de compétition (Février 2026) | Jour de compétition (Février 2026) | Jour de compétition (Février 2026) | Jour de compétition (Février 2026) | Jour de compétition (Février 2026) | Jour de compétition (Février 2026) | Jour de compétition (Février 2026)    |
| Épreuves | Épreuves                        | Mer. 11                            | Jeu. 12                            | Ven. 13                            | Sam. 14                            | Dim. 15                            | Lun. 16                            | Mar. 17                            | Mer. 18                            | Jeu. 19                               |
| Hommes   | Tremplins, Predazzo (Gundersen) | Petit tremplin 10:00-10:45         |                                    |                                    |                                    |                                    |                                    | Grand tremplin 10:00-10:45         |                                    | Grand tremplin par équipe 10:00-10:45 |
| Hommes   | Stade de fond, Tesero           | 10 km 13:45-14:35                  |                                    |                                    |                                    |                                    |                                    | 10 km 13:45-14:35                  |                                    | Sprint 2x7.5km 14:00-15:00            |

## Résultats
| Épreuve                             | Or | Or | Argent | Argent | Bronze | Bronze |
| ----------------------------------- | -- | -- | ------ | ------ | ------ | ------ |
| Tremplin normal résultats détaillés |    |    |        |        |        |        |
| Grand tremplin résultats détaillés  |    |    |        |        |        |        |
| Par équipes résultats détaillés     |    |    |        |        |        |        |

## Tableau des médailles
- Pays organisateur ( Italie)

| Rang | Pays | Médaille d'or, Jeux olympiques | Médaille d'argent, Jeux olympiques | Médaille de bronze, Jeux olympiques | Total |